# Garrido (sobrenome)

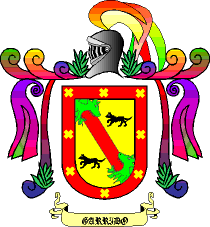
Brasão da família Garrido.

Garrido é uma palavra medieval castelhana, que equivale aos adjetivos espanhóis hermoso, belo em português, gallardo, valente em português, lozano, exuberante em português etc... assim está na Crônica Geral, escrita por ordem do rei Afonso XI, na qual se pode ler que, don Tello Alonso perdeu em uma batalha duzentos cavaleiros "garridos".